# Eisingen (Baviera)
Eisingen é um município da Alemanha, situado no distrito de Würzburgo, no estado da Baviera. Tem 5,32 km² de área, e sua população em 2019 foi estimada em 3.398 habitantes.